# 직교모드편파분리기

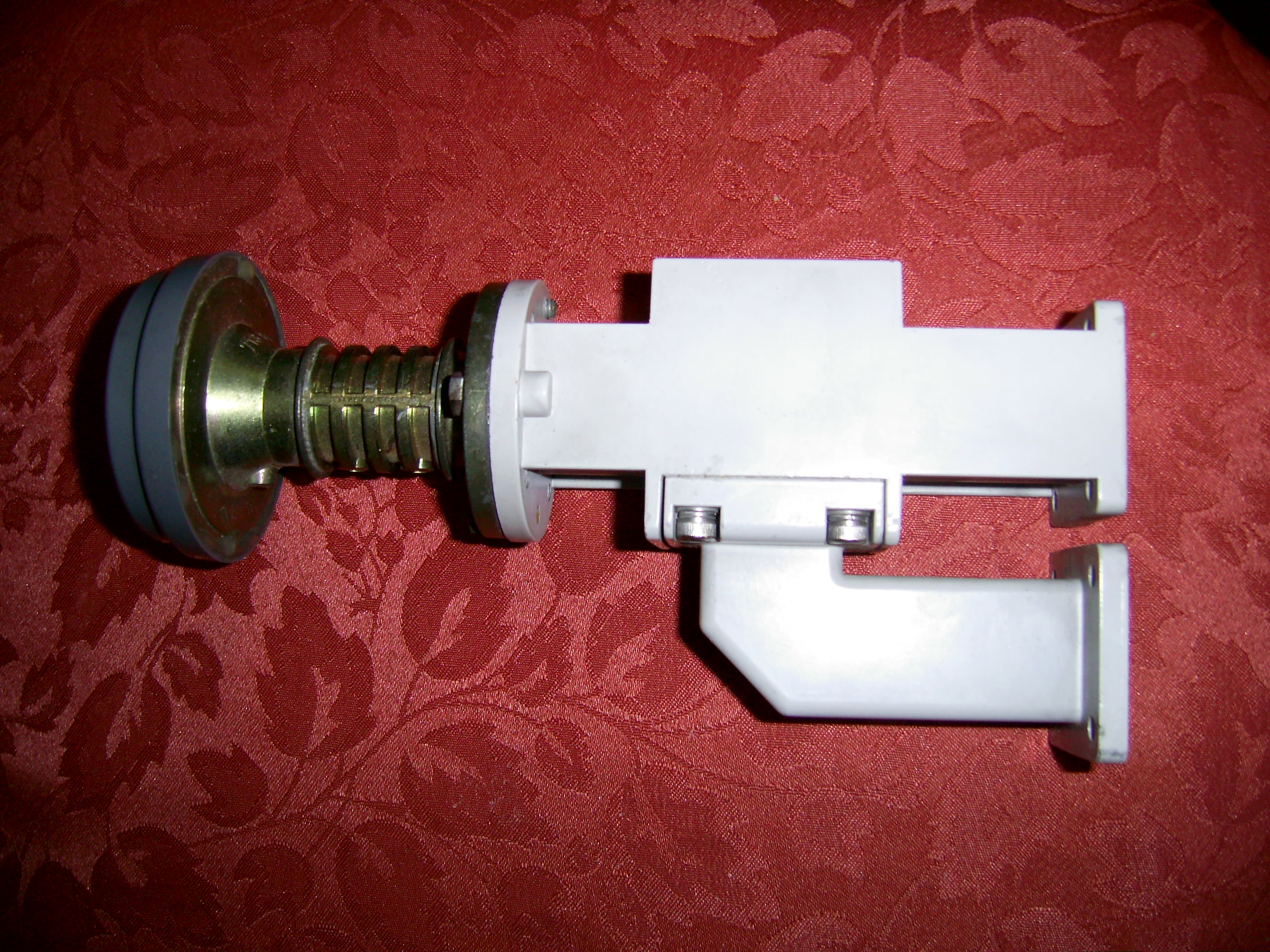

직교모드편파분리기(orthomode transducer, OMT)는 위성안테나, 전파망원경 등에 사용되는 도파관 형태의 마이크로웨이브 소자이다. 3개의 포트로 구성되어 있으며 수직편파와 수평편파를 분리해주는 역할을 한다. 위성안테나에서는 일반적으로 한 편파에 송신, 반대 편파에 수신이 할당되어 송수신을 분리해주는 역할을 하게 된다. 전파망원경에서는 광대역 특성을 나타내는 대칭형(symmetric OMT)이 사용된다.